# Pankraz, der Schmoller
Pankraz, der Schmoller ist die erste Erzählung aus dem Novellenzyklus Die Leute von Seldwyla von Gottfried Keller, der 1856 in Braunschweig erschien.
Der Titelheld arbeitet sich vom Seldwyler Tagedieb in der Fremde als Legionär zum Oberst der Franzosen hoch und kann dabei kein Glück finden.

## Handlung

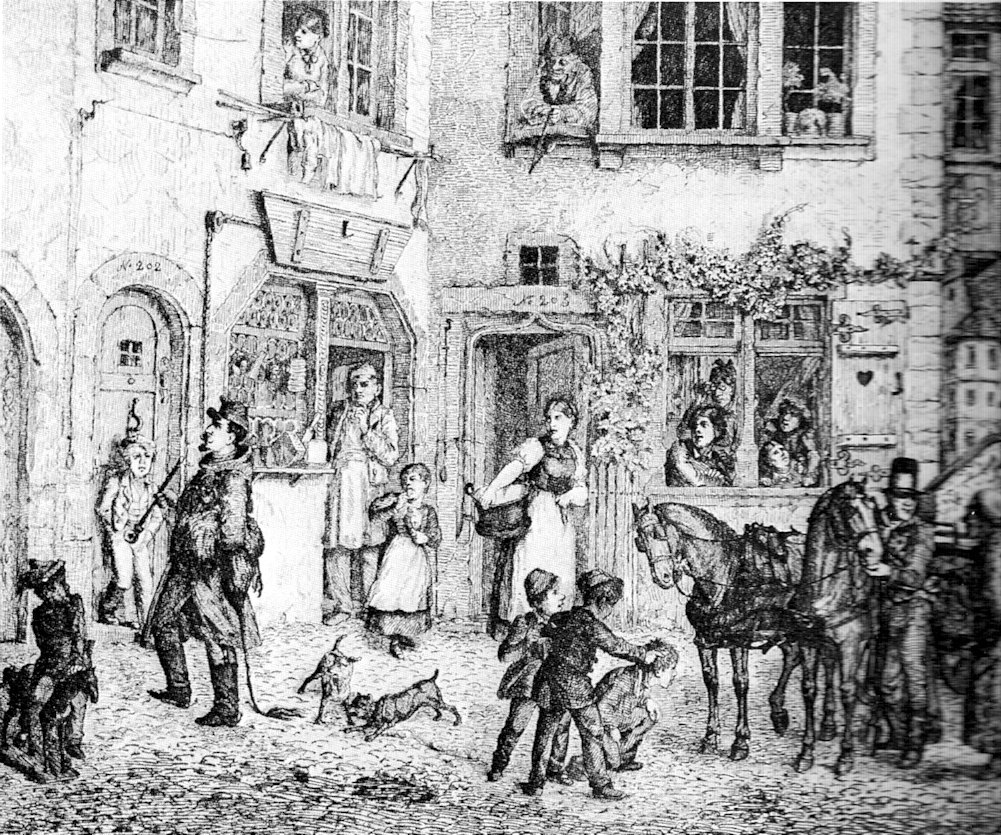
Johann Salomon Hegi (1873): Der Offizier von Algier kommt heim

### Heimkehr
Die Witwe eines Seldwylers lebt mit ihren Kindern Estherchen und Pankraz in ärmlichen Verhältnissen abseits – nahe bei der Stadtmauer. Während die fleißige Tochter zum Überleben der kleinen Familie beiträgt, treibt sich der Sohn herum und quittiert jede alltägliche Querele mit beharrlichem Schmollen. Eines Tages kommt Pankraz nicht mehr heim und bleibt fünfzehn Jahre fort. Estherchen harrt ledig bei der Mutter aus. Pankraz kehrt als 30-jähriger Oberst endlich heim. Die Mutter und Estherchen bestaunen ein Löwenfell. Dieses Mitbringsel habe ein Löwe getragen, der zu Lebzeiten dem Ankömmling das Schmollen ausgetrieben habe. Des Darbens ist ein Ende. Pankraz bewirtet die beiden Frauen köstlich und erzählt den Lauschenden seine „trübselige Geschichte“.
Zuerst gesteht der Oberst den Grund seines heimlichen Weggangs. Das ständige Schmollen war Ausdruck der Unzufriedenheit mit sich selbst gewesen. Weil er sein Essen nicht verdient hatte, war er damals ausgerissen. Folgerichtig hatte er auf dem Wege von der Schweiz nach Hamburg seinen Unterhalt durch körperliche Arbeit verdient. Ein englischer Kauffahrer hatte ihm darauf das Büchsenmachen beigebracht. Die damit verbundenen Schmuggelfahrten nach Neuyork hatten ein Ende gehabt, als Pankraz sich von der ostindischen Kompanie als Soldat hatte anwerben lassen. Nach der militärischen Ausbildung zum Unteroffizier befördert, war er zum Faktotum eines etwa 50-jährigen Regiments-Kommandeurs aufgestiegen. Dessen Frau lebte in Irland und die einzige Tochter Lydia pendelte zwischen der Insel und Ostindien, lebte aber zumeist bei dem Vater. Nachdem der Unteroffizier etwa fünf Jahre gedient hatte, stieg sein Kommandeur in Indien zum Gouverneur auf. Pankraz betätigte sich bei seinem Herrn fortan nicht nur als Soldat, sondern auch als Verwalter, Gärtner, Jäger, Hausfreund und Zeitvertreiber.
Von dem ungewohnten guten Essen und Trinken schläfrig geworden, schlummern die Mutter und Estherchen beim Zuhören ein. So bekommen sie die folgende Liebesgeschichte gar nicht mit. Pankraz erzählt also gleichsam nur für den Leser.

### Lydia
Zu dem Zeitpunkt, als Pankraz der schönen Lydia begegnet, kennt er sich mit Frauen überhaupt noch nicht aus. Im ersten Jahr dieser Bekanntschaft denkt er wie ein guter Freund oder Verwandter an sie. Da nähert sich Lydia in einer knappen Stunde Pankraz während seiner gärtnerischen Arbeiten im indischen Anwesen des Gouverneurs ganze drei Mal; jedes Mal unter einem anderen Vorwand. Seit der Stunde ist er in sie verliebt. Doch sein Verstand meldet sich. Was will Lydia von einem armen Unteroffizier? Ist sie nur „ein leichtfertiges und verbuhltes Wesen“? Also geht er ihr aus dem Wege. Das hilft nicht. Unausgesetzt muss er an sie denken. Dann und wann bleiben Begegnungen nicht aus. Zu allem Überfluss beginnt Lydia bei solcher Gelegenheit Pankraz nach dem Munde zu reden. Der hilflose Unteroffizier weiß dagegen kein anderes Mittel als seine bewährte Schmollkunst. Der Gouverneur stichelt, Lydia sei in Pankraz verliebt. Der Soldat will flüchten, bleibt aber. Seine kargen Dialoge mit dem „festen, schöngebauten und geradeausfahrenden Frauenfahrzeug“ Lydia enthalten nur dummes Zeug. Verwirrt ist Pankraz vor Verliebtheit „zu nichts zu brauchen“. Als sich eine Gelegenheit zum ehrenhaften Rückzug ergibt – Pankraz will an einem Feldzug gegen rebellische Inder teilnehmen –, protestiert der Gouverneur. Er braucht seinen Schachpartner. Die stille, edle Lydia folgt dem Unteroffizier darauf durch den Garten ihres Vaters. Pankraz denkt, wenn dies Weib ihn liebt, dann soll es eben sein und er möchte ihr „dienen bis in den Tod“. Da fragt doch der Tölpel, was sie denn wolle. Als Lydia ihm Übermut und Grobheit vorwirft, hat sie ihr Ziel erreicht. Pankraz fällt ihr zu Füßen. Lydia weist den weinenden Knieenden zurück. Doch das stolze Fräulein wird schließlich von der Reaktion des Unteroffiziers überrascht, als er ruft: „O Fräulein! Sie sind ja der größte Esel, den ich je gesehen habe!“
Die Schuld an dem Zerwürfnis gibt sich Pankraz selbst. Sein „unglückseliges Schmollwesen“ habe rechtzeitigen, klärenden Gesprächen mit Lydia im Wege gestanden. Ein gesprächigerer Verliebter hätte den schlechten Charakter der geliebten Frau eher erkennen können. Jedenfalls fällt Pankraz der Rückzug in die indischen Berge leicht. Im zermürbenden Kampf gegen die aufmüpfigen Inder dezimiert, machen die Engländer den Unteroffizier zum Lieutenant und darauf zum Kapitän.
Allein unter Indern sehnt sich Pankraz nach Lydia; er möchte sie gerne heiraten. Als er aus der bergigen Wildnis in die zivilisierteren Gefilde des Gouverneurs zurückkehrt und sich der Schönen nähert, prallt er zurück. Lydia wird von einer Schar „Strohköpfe“ und „Affenschwänze“ umschmeichelt. Pankraz nimmt seinen Abschied von der englischen Armee und begibt sich nach Paris. In der Gegend um Algier schlägt er sich bald im Dienste der Franzosen mit den Kabylen herum und wird zum Oberst befördert.
Estherchen und die Mutter wachen auf und wollen die Liebesgeschichte noch einmal hören. Pankraz weigert sich und schickt seine zwei Damen zu Bett. Als beide am nächsten Morgen ihren Wunsch wiederholen, bleibt der Oberst fest und erzählt, wie er zu dem Löwenfell kam.

### Löwenjagd
Seine Schmollerei habe in Indien die nähere Bekanntschaft mit dem schönen englischen Frauenzimmer verhindert, doch dieser algerische Löwe habe zu seinen Lebzeiten aus dem „Murrkopf“ Pankraz doch noch einen „zutunlichen Menschen“ gemacht. Das Erlegen des Tieres war alles andere als einfach gewesen. Bevor Pankraz die zwei Schüsse aus der Muskete in das Löwenohr platzieren konnte, hatten sich Jäger und Gejagter stundenlang angeschmollt. Eine Patrouille, bestehend aus zwei untergebenen französischen Soldaten, nach ihrem „bösen Obersten“ ausgeschickt, hatte der Pattsituation ein Ende gemacht. Der zähe, wilde Löwe hatte die Schüsse überlebt und musste von den drei Männern mit den Kolben totgeschlagen werden. Danach seien die beiden lustigen Franzosen von ihrem plötzlich freundlichen und gesprächigen Vorgesetzten sehr angetan gewesen. Pankraz habe darauf seinen Dienst bei den Franzosen quittiert, um für immer in die Schweiz zurückzukehren.
Der Oberst übersiedelt mit Estherchen und der Mutter von Seldwyla in den Kantonshauptort, bleibt dort und macht sich nützlich. Ein Rückfall in sein früheres Wesen – so der Erzähler – wurde bei Pankraz nicht beobachtet.

## Form
Zwar lässt der Erzähler seinen Protagonisten Pankraz immer einmal zu Wort kommen, doch das daraus folgende Modell der zwei Erzähler beschreibt die Struktur unzureichend. Geeigneter erscheint der Ansatz von Selbmann, nach dem es sich um drei Erzählungen handelt. In der zweiten Erzählung – oben betitelt mit „Lydia“ – beichtet Pankraz dem Leser seine unglückliche Liebe zu jener schönen Engländerin. In der ersten Erzählung – oben betitelt mit „Heimkehr“ – kommt manches zur Sprache, was dem Helden vor der Begegnung mit dieser Frau geschah. In der dritten Geschichte – oben betitelt mit „Löwenjagd“ – gibt Pankraz zum Besten, wie er sein Schmollen überwand und was ihn zur Rückkehr bewegte.

## Rezeption
Äußerungen aus dem 19. Jahrhundert
- Berthold Auerbach erscheint in einer Rezension vom 17. April 1856 manches Motiv als an den Haaren herbeigezogen. Zudem empfindet der Rezensent die Subjektivität dieses kleinen autobiographischen Romans mehr als fragwürdig.[4]
- Robert Prutz wird in einer Besprechung vom 14. August 1856 „von allerhand romantischen Launen und Unarten“[5] abgestoßen.
- Heinrich von Treitschke kann 1860 weder einen klaren Vortrag bescheinigen noch irgendeine Pointe entdecken.[6]
- Friedrich Theodor Vischer kritisiert 1874 die mangelhafte Korrelation der unterschiedlichen Textteile.[7]
- Fontane stuft 1874 die Novelle trotz verheißungsvollen Einstiegs als „ziemlich schwach“[8] ein.

Neuere Äußerungen
- Die Literaturwissenschaft ist sich bei der Kategorisierung uneins. Gewöhnlich ist von einer Novelle[9] die Rede. Passend dazu argumentiert Böning,[10] das Goethesche Novellen-Diktum von der unerhörten Begebenheit sei durchaus ablesbar. Ein kreuzgefährliches Raubtier erledige bei Pankraz jene Erziehungsarbeit, die normalerweise den agierenden Personen zufiele. Breitenbruch[11] aber spricht von einem kleinen Roman, denn Gottfried Keller habe den Text in einem Brief an Vieweg im Verein mit „Frau Regel Amrain und ihr Jüngster“ als „Erzählungen oder Lebensbilder“ deklariert und darin das Novellistische gar nicht so sehr betont. Allerdings sei das Erzähltempo in den beiden kleinen Arbeiten für einen Roman doch ziemlich hoch.
- Neumann[12] analysiert den Titel, ausgehend von den Wortbedeutungen Pankrazius – also der „Allesbeherrscher“ und dem Schmollen, das da ursprünglich für „unwillig schweigen“ wie „lächeln“ stehe. Neumann beruft sich daneben auch – frei nach Kaiser – auf den gleichnamigen Eisheiligen und nennt Pankraz einen „gefrorenen Christen“.[13] Auf der Suche nach dem tieferen Sinn des Textes findet Neumann eine materialistische Auslegung: Die Arbeit macht den Menschen menschlich. Indem Pankraz unterwegs nach Indien jede körperliche Arbeit klaglos annimmt, verwirkliche er einen Lebensplan der Gattung Mensch.[14] Der sehr erfolgreiche Söldner Pankraz repräsentiere – geschichtlich gesehen – eine der Wurzeln des Reichtums der Schweizer.[15] Neumann beleuchtet das Trieb-Schicksal des Helden psychoanalytisch[16]. Indem Pankraz dem Löwen den Garaus mache, überwinde er auf dem Wege zum nüchternen Bürger seine einseitige Liebe zu Lydia.[A 1] Als brav gewordener Bürger erzählt Pankraz über diese Leidenschaft ohne Zuhörer. Gottfried Keller lässt das lauschende Estherchen und die horchende Mutter zuvor einnicken. Alles Nichtrationale werde „erschossen, erschlagen und... totgeschwiegen“. Für Poesie sei in der Prosa zur Mitte des 19. Jahrhunderts kein Platz. Symptomatisch sei in dem Zusammenhang, dass, als Pankraz heimkehrt, das Lachen aus dem „gefurchten Soldatengesicht“ gewichen ist. Der verlorene Sohn tritt „mit dem dürren und harten Ernste eines fremden Kriegsmannes“[17] der erzitternden Mutter entgegen.
- Schilling[18] nimmt Seldwyla als Synonym für nicht machbare persönliche Entfaltung. Pankraz kann nur in der Fremde Karriere machen und bleibt nach seiner Heimkehr ein Heimatloser.
- Ausgehend vom Titel gebenden Schmollen hebt Selbmann eine unübersehbare charakterliche Schwachstelle des Helden hervor – sein Umgang mit Frauen.
- Der Mann als Opfer: Nach Hannelore Schlaffer[19] weise Keller auf mögliche schädliche Folgen der körperlichen Liebe für den Mann hin.
- Auf weiterführende Stellen weisen Breitenbruch, Neumann und Selbmann hin:
  - Breitenbruch:[20] F. Wölken („The Modern Language Review“,[21] 30 (1935)) und Barbara Osterkamp (Würzburg 1983).
  - Neumann:[22] Lilian Hoverland („Wirkendes Wort“, 25 (1975)) und David Jackson („German Life and Letters“, 30 (1976/77)).
  - Selbmann:[23] Renate Böschenstein (Nottingham 1979), Gerhard Plumpe (Bonn 1985), Michael Böhler („Jahrbuch Deutsch als Fremdsprache“, 18 (1992) und auch Zürich 1997), Fritz Hermanns und Ulrich Müller („Jahrbuch Deutsch als Fremdsprache“, 18 (1992)), Helmut Pfotenhauer (Würzburg 2000).

### Erstausgabe
- Pankraz, der Schmoller in: Die Leute von Seldwyla. Erzählungen von Gottfried Keller. Friedrich Vieweg, Braunschweig 1856. 523 Seiten

### Verwendete Ausgabe
- Pankraz, der Schmoller. S. 15–68 in: Thomas Böning (Hrsg.): Gottfried Keller. Die Leute von Seldwyla. Deutscher Klassiker Verlag im Taschenbuch. Band 10, Frankfurt am Main 2006, ISBN 3-618-68010-4 (entspricht „Gottfried Keller, Sämtliche Werke in sieben Bänden“ (am selben Verlagsort vom selben Herausgeber))

### Sekundärliteratur
- Bernd Breitenbruch: Gottfried Keller. Rowohlt, Reinbek bei Hamburg 1968 (Aufl. 1998), ISBN 3-499-50136-8
- Pankraz, der Schmoller. S. 121–129 in: Bernd Neumann: Gottfried Keller. Eine Einführung in sein Werk. Athenäum Verlag, Königstein/Ts. 1982 (AT 2170), ISBN 3-7610-2170-4
- Hannelore Schlaffer: Poetik der Novelle. Metzler, Stuttgart 1993, ISBN 3-476-00957-2
- Heimkehr als Abkehr – Pankraz, der Schmoller. S. 116–118 in: Diana Schilling: Kellers Prosa. Peter Lang Verlag, Frankfurt am Main 1998, ISBN 3-631-34190-3. Zugleich Diss. Uni Münster (Westfalen) anno 1996
- „Rätsel“ gelöst? Pankraz, der Schmoller. S. 53–59 in: Rolf Selbmann: Gottfried Keller. Romane und Erzählungen. Erich Schmidt Verlag, Berlin 2001 (Klassiker-Lektüren Bd. 6), ISBN 3-503-06109-6

## Anmerkung
1. ↑  Für Selbmann (Selbmann, S. 57, 11. Z.v.o.) allerdings ist der stundenlang schmollende Löwe Pankraz' Spiegelfigur, der als letzte Tat seines fürchterlichen Raubtierlebens dem Oberst das vermaledeite Schmollen austreibe. Am Ende seiner Besprechung zitiert Selbmann (Selbmann, S. 59, 5. Z.v.o.) Textstellen, die belegen, der Junggeselle Pankraz liebe Lydia immer noch.